# (4533) Orth
(4533) Orth es un asteroide perteneciente al cinturón de asteroides, descubierto el 7 de marzo de 1986 por Carolyn Shoemaker desde el Observatorio del Monte Palomar, Estados Unidos.

## Designación y nombre
Designado provisionalmente como 1986 EL. Fue nombrado Orth en honor al químico nuclear estadounidense Charles J. Orth, del Laboratorio Nacional de Los Álamos, Nuevo México.

## Características orbitales
Orth está situado a una distancia media del Sol de 2,369 ua, pudiendo alejarse hasta 2,947 ua y acercarse hasta 1,791 ua. Su excentricidad es 0,243 y la inclinación orbital 22,66 grados. Emplea 1332 días en completar una órbita alrededor del Sol.

## Características físicas
La magnitud absoluta de Orth es 12,8. Tiene 7,608 km de diámetro y su albedo se estima en 0,2.